# Hospital Geral do Estado
O Hospital Geral do Estado (HGE) é um hospital brasileiro público estadual localizado em Salvador, capital da Bahia. Situado na Avenida Vasco da Gama, no bairro de Brotas, o hospital possui serviços de urgência e emergência (atendimento cirúrgico, reparadora, de coluna, plástica, oftalmológica e otorrinolaringologia), de internação (traumato-ortopedia, queimados, clínica cirúrgica, cirurgia pediátrica e UTI), apoio e diagnóstico (endoscopia, fisioterapia, bioimagem, ultrassonografia, tomografia computadorizada e radiologia), mas sem ambulatório.
O HGE foi fundado em 10 de abril de 1990, sucedendo ao pronto-socorro Hospital Getúlio Vargas (HGV) do bairro do Canela. Seus sete pavimentos ocupam 88 mil metros quadrados e disponibilizam 248 leitos para cirurgia geral, oftalmológica, reparadora, neurocirurgia, pediatria, clínica médica, queimados e terapia intensiva e outros 71 para observação/pronto-atendimento. Possui atuação no segmento médico de alta complexidade e é, dentro da Bahia, o maior hospital especializado em trauma. É ainda referência nacional no tratamento de queimados, pelo Centro de Tratamento de Queimados (CQT), que possui 40 leitos, centro cirúrgico e UTI. Destaca-se ainda o Serviço de Trauma Raquimedular, com 34 leitos existente desde dezembro de 1991.
Após a reforma de 2007, uma nova foi iniciada em 2013 para a ampliação da área com a utilização do terreno da antiga Escola de Formação Técnica em Saúde.